# Serres-Morlaàs
Serres-Morlaàs é uma comuna francesa na região administrativa da Nova Aquitânia, no departamento dos Pirenéus Atlânticos. Estende-se por uma área de 4,2 km². Em 2010 a comuna tinha 813 habitantes (densidade: 193,6 hab./km²).